# Bicentenaria
Bicentenaria (na počest 200. výročí Květnové revoluce a vzniku první nezávislé argentinské vlády) byl menší teropodní célurosaurní dinosaurus, žijící na území dnešní Argentiny v době asi před 90 miliony let (období svrchní křídy). Jediným známým druhem rodu je B. argentina, popsaný kolektivem paleontologů v roce 2012 z argentinské Patagonie (provincie Río Negro, geologické souvrství Candeleros).

## Popis
Tento menší predátor dosahoval podle většiny odhadů délky asi 3 metry a hmotnosti kolem 60 kilogramů. Celková stavba těla byla velmi štíhlá, krk proporcionálně dlouhý a trup lehce stavěný. Lebka byla relativně štíhlá a poměrně malá. Nohy byly dlouhé a silné, umožňující rychlý pohyb. Silné zahnuté zuby a drápy nasvědčují možnosti, že tento teropod aktivně lovil menší býložravé dinosaury.